# Katrien Devos
Katrien Devos (Brugge, 18 februari 1951) is een Vlaamse actrice.
Haar bekendste rol is die van Jeanne Liefooghe-Piens in De Kotmadam (1991-2013, 2016, 2018-2019, 2022-2024). Ze speelde onder andere mee in de films Koko Flanel (vrouw op markt) en De Kabouterschat (kabouter Pif). Daarnaast was ze onder andere te zien in Johnnywood, Merlina (cliënte), Langs de kade, Veel geluk, professor! (Edith Darnell), Familie (Liesbeth Thielens) en F.C. De Kampioenen (als Germaine in 2011), Danni Lowinski (Burgemeester in 2013). Ook was ze te zien in verschillende reclamespots op VTM, onder andere voor wasmachineproducten.

## Privé
Devos is gehuwd met fotograaf Jo Clauwaert, die twee dochters heeft uit een vorige relatie. Verder is Devos stiefgrootmoeder van twee kleinzonen en een kleindochter.

## Filmografie

### Televisie
- Daar is een mens verdronken (1983)
- Geschiedenis mijner jeugd (1983)
- Merlina (1984) - als Cliënte
- Hard Labeur (1985) - als Barbara
- Langs de Kade (1988-1989) - als Miet
- Johnnywood (1988) - als Noëlla
- Oei! (1989)
- Alfa Papa Tango (1991)
- De Kotmadam (1991-2013, 2016, 2018-2019, 2022-2024) - als Jeanne Liefooghe-Piens
- Veel geluk, professor! (2001) - als Edith Darnell
- Familie (2009) - als Liesbeth Thielens
- F.C. De Kampioenen (2011) - als Germaine
- Danni Lowinski (2013) - als burgemeester Versmaelen
- Amateurs (2014) - als zichzelf
- Rupel (2019) - als Lydia Dhooghe

### Film
- Trampoline (1978)
- Meisjes lopen school (1979) - als Georgette
- Mijn vriend de moordenaar (1980)
- Menuet (1982)
- De Vlaschaard (1983)
- Vluchtafstand (1985)
- De vulgaire geschiedenis van Charelke Dop (1985) - als Nette Gordijn
- Pak' em Stanzi (1986) - als moeder
- Blueberry Hill (1989) - als turnlerares van de meisjes
- De schietspoeldynastie (1989) - als Emilie Landuyt
- Koko Flanel (1990) - als vrouw op markt
- De grijze man (1991)
- De Kabouterschat (1999) - als Kabouter Pif